# Colm Bairéad
Colm Bairéad (ur. 1981 w Dublinie) – irlandzki reżyser i scenarzysta filmowy.

## Życiorys
Wychował się w środowisku dwujęzycznym, w którym posługiwano się zarówno językiem angielskim, jak i irlandzkim. Studiował reżyserię w Dublin Institute of Technology. Nakręcił kilka nagradzanych filmów krótkometrażowych i dokumentalnych, w tym poświęcony poecie i tłumaczowi Frankowi O’Connorowi. 
Jego pełnometrażowy debiut fabularny, Cicha dziewczyna (2022), miał swoją premierę na 72. MFF w Berlinie, gdzie spotkał się z uznaniem. Ten irlandzkojęzyczny obraz trudnego dzieciństwa dziewięcioletniej dziewczynki zaniedbywanej przez swoich rodziców powstał na podstawie opowiadania Foster autorstwa Claire Keegan. Film zdobył pierwszą w historii nominację do Oscara dla najlepszego filmu międzynarodowego dla reprezentanta Irlandii.